# Équipe d'Estonie féminine de hockey sur glace
Cet article traite de l'équipe féminine. Pour l'équipe masculine, voir Équipe d'Estonie de hockey sur glace.
L'équipe d'Estonie féminine de hockey sur glace est la sélection nationale d'Estonie regroupant les meilleures joueuses estoniennes de hockey sur glace féminin lors des compétitions internationales. Elle est sous la tutelle de la Eesti Jäähokiliit et est classée 41e sur 42 au classement IIHF 2021 .

## Résultats

### Jeux olympiques
L'équipe féminine d'Estonie n'a jamais participé aux Jeux olympiques.

### Championnats du monde
- 1990-2005 — Ne participe pas
- 2007 — Trente-et-unième (4e de Division IV)
- 2008 — Trente-et-unième (4e de Division IV)
- 2009 — Division IV annulée
- 2011-2021 — Ne participe pas
- 2022 — Trente-cinquième (1re de Division IIIB)

Note :  Promue ;  Reléguée

### Classement mondial
| Année       | Rang       | Points     | Progression |
| ----------- | ---------- | ---------- | ----------- |
| 2003-2006   | Non classé | Non classé | Non classé  |
| 2007        | 32         | 520        | -           |
| 2008        | 32         | 910        | ±0          |
| 2009        | 32         | 650        | ±0          |
| 2010        | 33         | 390        | -1          |
| 2011        | 37         | 130        | -4          |
| Depuis 2012 | Non classé | Non classé | Non classé  |
| 2021        | 41         | 320        | Entrée      |